# مؤتمر الحكام
يتألف مؤتمر الحكام (ويعرف كذلك باسم مجلس الحكام أو دوربار، (لغة الملايو: Majlis Raja-Raja; أبجدية جاوية: مجليس راجج2) في ماليزيا من تسعة حكام من ولايات الملايو، وحكام أو رئيس الولايات الأربع الأخرى. وتم إنشاؤه رسميًا بموجب المادة 38 من الدستور الماليزي، وهو «الهيئة الوحيدة في العالم» وفقًا للمكتبة الوطنية الماليزية. وهو مسئول عن انتخاب الرئيس الأعلى (الملك) ونائبه نائب الرئيس الأعلى، ويحدث ذلك كل خمس سنوات أو عندما تكون هذه المناصب شاغرة (سواء بالموت أو التقاعد أو الإقالة من المنصب). وعلى الرغم من أن منصب مؤتمر الحكام في عملية الانتخابات الملكية يعد فريدًا من نوعه إلا أنه له دور في تعديل دستور ماليزيا وبعض السياسات الأخرى خاصة تلك المواد «الراسخة» والمتعلقة بوضع الحكام والامتيازات الخاصة لـبوميبوترا الأصلية (راجع المادة 153 من الدستور الماليزي)، ومكانة لغة ملايو كلغة وطنية والبنود التي تحكم ترسيخ هذه المواد.

## معلومات تاريخية

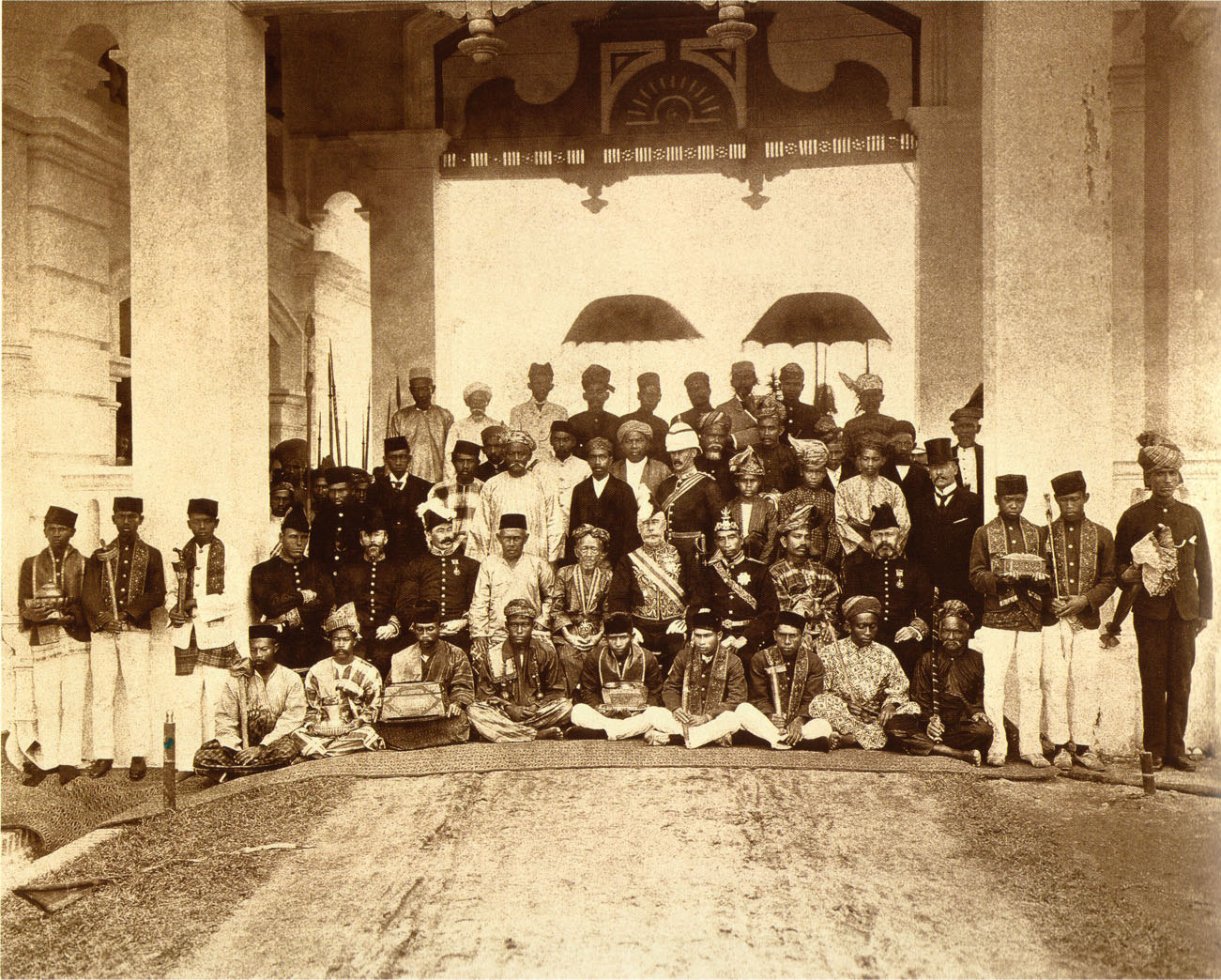
أول حكام الملايو دوربار، كولا كانجسار

يرجع أصل مؤتمر الحكام إلى دوربار 1897، مجلس الحكام في ولايات الملايو الاتحادية، تحت نظام الاستعمار البريطاني. وكانت هناك أربع ولايات ملايو فقط هي الممثلة في دوربار وهي فيرق، سلاغور، نكري سمبيلن، وفهغ وعقد الاجتماع لأول مرة في عام 1897، والغرض من دوربار كما وصفه المقيم العام فرانك سويتينهام، هو «عودة واقع الاتحاد إلى الوطن الماليزي بالطريقة الأكثر إثارة للدهشة».
بعد الحرب العالمية الثانية كانت هناك هيئة مشابهة تسمى مجلس السلطان أُنشأت الاتحاد الماليزي الذي لم يعمر طويلا. ويتكون المجلس من حاكم الاتحاد وهو الرئيس وتسعة محافظين ورئيس وزراء والنائب العام ووزير المالية كأعضاء بحكم مناصبهم. وكانت المهام الوحيدة للمجلس النظر في التشريعات المتعلقة بـالإسلام (وهي وظيفة تؤديها لجنة فرعية في المجلس تتكون من أعضاء مسلمين فقط) وتقديم النصح لحاكم الاتحاد أو حاكم أي ولاية عند الضرورة.
وعقد أول مؤتمر للحكام في 31 أغسطس 1948 وهو العام الذي أنشأ فيه البريطانيون الاتحاد الماليزي الذي يتمتع بحكم شبه ذاتي وحضره حكام ولايات ملايو التسع. واستمر مؤتمر الحكام بعد الاستقلال عندما تم إنشاؤه رسميًا بموجب الدستور.

## العضوية
كان مسموحًا لحكام ولايات الملايو وهي (نكري سمبيلن وسلاغور وبرليس وترغكانو وقدح وكلنتن وفهغ وجوهور وفيرق) فقط بالمشاركة في انتخابات الرئيس الأعلى والترشح لها. ولا يشارك حكام الولايات الأخرى (بينانق وملقا وصباح وسراوق) عند انعقاد مؤتمر الحكام لمناقشة الأمور المتعلقة بالانتخابات أو الإطاحة بـالرئيس الأعلى أو نائبه والأمور المتعلقة بامتيازات حكام الملايو وتلك المتعلقة بالتقيد بتعاليم الإسلام.
و
ستعتمد العضوية بالمؤتمر على خلافة سلاطين الملايو وتعيين حكام الولايات. حيث يعين الرئيس الأعلى بنفسه حكام الولايات بينما لكل ولاية إجراءاتها الخاصة في خلافة العرش. وولاية نكري سمبيلن بذاتها بها نظام ملكي انتخابي.
ومتى لم يستطع عضو المؤتمر حضور اجتماع ما، فعلى الولاية تعيين بديل مؤقت، وتنظم هذه العملية وفق دستور كل ولاية لذا تختلف من ولاية لأخرى. وبمجرد الانتخاب، يفوض الرئيس الأعلى تمثيل ولايته في المؤتمر للوصي الذي يختاره ليحكم ولايته بدلا منه. ويستمر الرئيس الأعلى في حضور اجتماعات المؤتمر وهو مع ذلك يحضر بشكل متقطع فقط عندما يناقش المؤتمر السياسة الوطنية أو عند انتخاب رئيس أعلى جديد.
وعند حضور لقاءات المؤتمر يصاحب كل حاكم ولاية وحاكم الاتحاد رئيس الوزراء (للولايات التي بها حاكم) أو رئيس الوزراء (للولايات التي بها محافظ) بالولاية. وعندما يحضر الرئيس الأعلى، يصطحب معه رئيس الوزراء.
ويرأس كل لقاء للمؤتمر أحد حكام الملايو التسع والذي يتم تعيينه بالتناوب.

## الأدوار والإجراءات
أطلقت المكتبة الوطنية على مؤتمر الحكام «المؤسسة العليا في البلاد»، مما يعني أن حتى البرلمان يخضع له. ومع ذلك، فإن دوره في الواقع رمزي إلى حد بعيد حتى إن انتخاب الرئيس الأعلى عادة ما يتبع نظامًا ثابتًا على أساس أقدمية حكام الملايو وقت الاستقلال في عام 1957.
في مجال وضع السياسات، إذا اشترك مؤتمر الحكام، فإنه يجب على الرئيس بموجب الدستور استشارة ليس فقط رئيس الوزراء وأعضاء المؤتمر لكن كذلك الوزير الأعظم (رئيس وزراء) كل ولاية.

### تعديل الدستور
وتم توضيح دور المؤتمر في تعديل الدستور لأول مرة في (تعديل) القانون الدستوري عام 1971، وهي أول التشريعات التي أقرها البرلمان بعد حادث 13 مايو الكارثي الذي شهد 200 من القتلى على الأقل بعد أعمال الشغب العرقية في العاصمة الاتحادية كوالا لمبور.
وفي القانون الذي يسمى المادة 152, و153، و181، والجزء الثالث من الدستور الذي يتمتع بحماية خاصة، أي استفتاء عام على هذه الأحكام يمكن أن يجرمه البرلمان الحالي (وحدث هذا بشكل منفصل في نفس وقت التعديلات التي أدخلت على قانون التحريض). وتشمل الأحكام محل النقاش العقد الاجتماعي (على ألا يتم الخلط بينه وبين فلسفة العقد الاجتماعي بين الحكومة والمحكومين)، في مقابل الاتفاق بين بوميبوترا وغير البوميبوتريين. في مقابل منح المواطنة لغير البوميبوتريين، تم منح البوميبوتريين حقوقًا خاصة (أو كما يصر البعض على تسميته تفوق الملايو — ketuanan Melayu). وهذه التعديلات «رسخت» بفاعلية العقد الاجتماعي وجعلت العقد غير قابل للتغيير إلا بموافقة مؤتمر الحكام. وبالتالي أشار البعض إلى مؤتمر الحكام على أنه رمز «هيمنة الملايو».
وكانت الأحكام المشمولة (على التوالي) هي تلك المتعلقة بـلغة الملايو كلغة وطنية والامتيازات والحقوق الخاصة لشعب الملايو وغيره من الشعوب الأصلية (البوميبوترا، يشكلون أكثر من نصف سكان ماليزيا)، ووضع حكام الملايو، ولوائح الحصول على الجنسية الماليزية. وتسري هذه القيود على كافة الماليزيين بما في ذلك أعضاء البرلمان وتحكم حصانتهم البرلمانية. وبالإضافة إلى ذلك، تم تعديل المادة 159 (5)، التي تحكم تعديلات الدستور، لتحقق متطلبات لوائح الدستور المتعلقة بـ«القضايا الحساسة» المذكورة في وقت سابق والتي لا يتم تعديلها إلا بموافقة مؤتمر الحكام. وتنطبق هذه اللائحة كذلك على المادة 159(5).
قوبلت هذه التغييرات بمعارضة شديدة من حزب العمل الديموقراطي (DAP) والحزب التقدمي الشعبي (PPP)، وكلاهما دعا لإجراء تغييرات في السياسات الحكومية المتعلقة بتلك «القضايا الحساسة» المذكورة أثناء حملاتهم في الانتخابات العامة عام 1969. وجهت انتقادات لهذه المادة على أنها تقوض السيادة البرلمانية، واعتبرها البعض تشريعًا لتوضيح غير كافٍ للحظر المفروض على المناقشة؛ وكان هناك تساؤل خاص حول ما إذا كان حظر النقاش يطبق على المادة 159(5) كذلك.
وانتقدت صحف أخرى، مثل التايمز الصادرة في لندن بالمملكة المتحدة، التعديلات الدستورية، مشيرة أنها سوف «تحافظ وبشكل غير قابل للتغيير على النظام الإقطاعي المسيطر على المجتمع الملاوي» من خلال «منح هذه الهيئة البالية من الملكية الدستورية التي لا قيمة لها سلطة لا تصدق لوضع العراقيل»، مما يوحي بأن هذا التحرك كان نفاقًا في ضوء إعلان رئيس الوزراء تون عبد الرزاق' أن «أدرك إدراكًا كاملاً أن الأمور الهامة لم يعد من الممكن تجاهلها» ومع هذا وبالرغم من المعارضة الشرسة، أقرت الحكومة الائتلافية للاتحاد التعديلات الدستورية في البرلمان دون أصوات المعارضة بسبب أغلبيتها البرلمانية البالغة الثلثين.

## الاجتماعات
يُعقد مؤتمر الحكام عادة ثلاث مرات بالعام. وفي حالة طلب الرئيس الأعلى أو على الأقل ثلاثة أعضاء بالمؤتمر الاجتماع، يجوز لـحارس ختم الحكام عقد لقاء لمؤتمر الحكام. وسوف تعقد الاجتماعات في موعد أقصاه أربعة أسابيع قبل نهاية مدة الخمس سنوات لـالرئيس الأعلى، أو عندما يكون منصبه أو منصب نائبة شاغرًا.
ويلتقي المؤتمر بشكل عام في إستانا نيجارا (القصر الوطني)، ولكن يمكن عقد الاجتماعات في أماكن أخرى بناءً على موافقة أعضاء المؤتمر. وقد عقدت اجتماعات في بعض الأحيان في مختلف قصور الدولة، ومجلس الولاية، ومنتجعات الفنادق.
ويتناوب كل حاكم من حكام الولايات دوره في رئاسة اللقاءات. ويكون جدول الأعمال محددًا ومعروفًا للحكام قبل اللقاء. وخلال الاجتماع، لا تُمنح الأولوية لحاكم من حكام الملايو على الآخرين وجميعهم متساوون. حتى الرئيس الأعلى لا يُمنح أولوية على حكام الملايو وهو يمثل الحكومة الفيدرالية. ومع ذلك، يعتبر الحاكم الذي ظل على العرش لفترة أطول أعلى مقامًا وتحظى نصيحته باحترام على نطاق واسع بسبب ثراء تجربته، ولكن هذه النصيحة لا يلزم بالضرورة اتباعها.
أمين المؤتمر هو حارس ختم الحكام.